# Nausigaster punctulata
Nausigaster punctulata är en tvåvingeart som beskrevs av Samuel Wendell Williston  1883. Nausigaster punctulata ingår i släktet Nausigaster och familjen blomflugor. Inga underarter finns listade i Catalogue of Life.